# Musée de la Force aérienne de la république de Chine
Le musée de la Force aérienne de la république de Chine (chinois traditionnel : 空軍軍史館, en anglais : Republic of China Air Force Museum), situé sur la base aérienne de Gangshan, est un musée fondé en 1987, qui présente sur 4 500 m2 l'histoire de la Force aérienne de la république de Chine.
Une trentaine d'appareils en très bon état sont exposés sur son parking.

## Liste des appareils exposés

### Force aérienne de la république de Chine

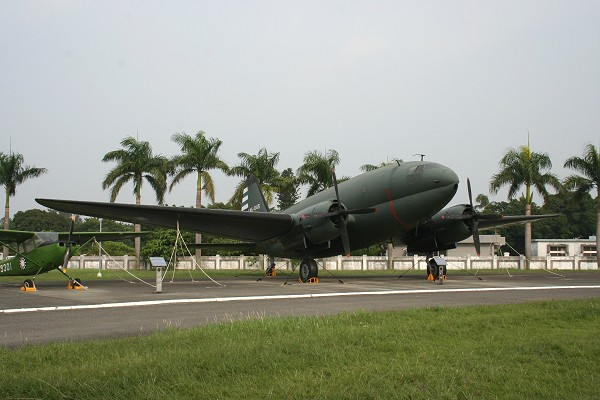
Curtiss C-46

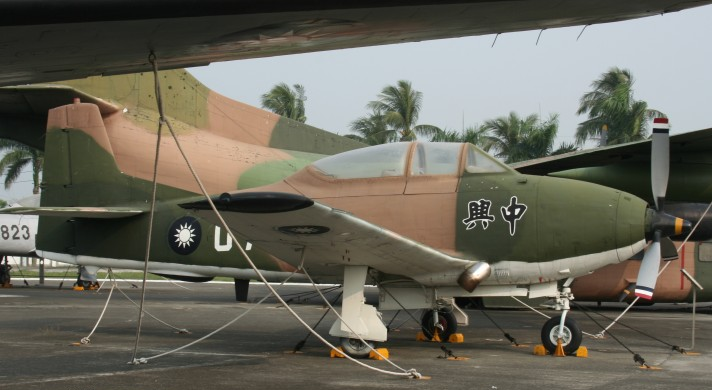
AIDC T-CH-1

- AIDC PL-1
- AIDC ACH-1
- Beechcraft AT-11
- Boeing 720
- Boeing-Stearman PT-17
- Cessna O-1G
- Cessna U-3A
- Curtiss C-46
- Douglas C-47
- Douglas C-118
- Fairchild C-119
- Fairchild C-123
- Grumman S-2A
- Grumman HU-16
- Lockheed F-104A Starfighter
- Lockheed F-104D Starfighter
- Lockheed F-104G Starfighter
- Lockheed T-33A
- Mc Donnell RF-101A Voodoo
- North American P-51D
- Republic F-84G
- North American AT-6
- North American F-86F
- North American F-100A
- North American F-100D
- North American T-28A
- Northrop F-5A
- Northrop F-5B

### Force aérienne chinoise
- Mig-15
- Mig-17
- Mig-19
- Mig-21
- Iliouchine Il-28